# کیک لمینگتون
لمینگتون یک کیک استرالیایی است که از قطعات کیک کره ای یا کیک اسفنجی که در یک لایه بیرونی سس شکلات پوشیده شده‌است، تهیه شده و در آن نارگیل خشک شده چرخ‌کرده قرار داده می‌شود. مخلوط نازک به بیرون کیک اسفنجی جذب می‌شود و برای تنظیم باقی می‌ماند و به کیک بافت متمایز می‌بخشد. یک نوع مشترک بین دو نیمه لمینگتون یک لایه از خامه یا مربای توت فرنگی وجود دارد.

## تاریخچه
موریس فرنچ، استاد برجسته تاریخ در دانشگاه کوئینزلند جنوبی، معتقد است که نام این کیک از فردی از خاندان لمینگ‌ها به نام لرد لمینگتون، که از ۱۸۹۶ تا ۱۹۰۱ به عنوان فرماندار کوئینزلند خدمت کرده بود برگرفته شده‌است.
دربارهٔ هویت مخترع دستور نیز بحث شده‌است. بیشتر داستانها، ایجاد آن را به سرآشپزِ لرد لمینگتون، آرماند گالاند فرانسوی نسبت می‌دهند که در مدت کوتاهی از آنها خواسته شد تا از میهمانان غیرمنتظره پذیرایی کنند. تنها با استفاده از مواد تشکیل دهنده محدود موجود، با ترکیب کردن برخی اجزای باقی مانده کیک اسفنجی پخته شده در روز قبل، مانند برش شکلات غوطه ور و وانیل آنها را در نارگیل تنظیم کردند. تحت تأثیر طعم و مزه آن، گفته می‌شود که میهمانان لمینگتون بعداً دستور تهیه این دستور را داده‌اند. این نسخه از رویدادها توسط خاطرات لیدی لمینگتون پشتیبانی می‌شود.

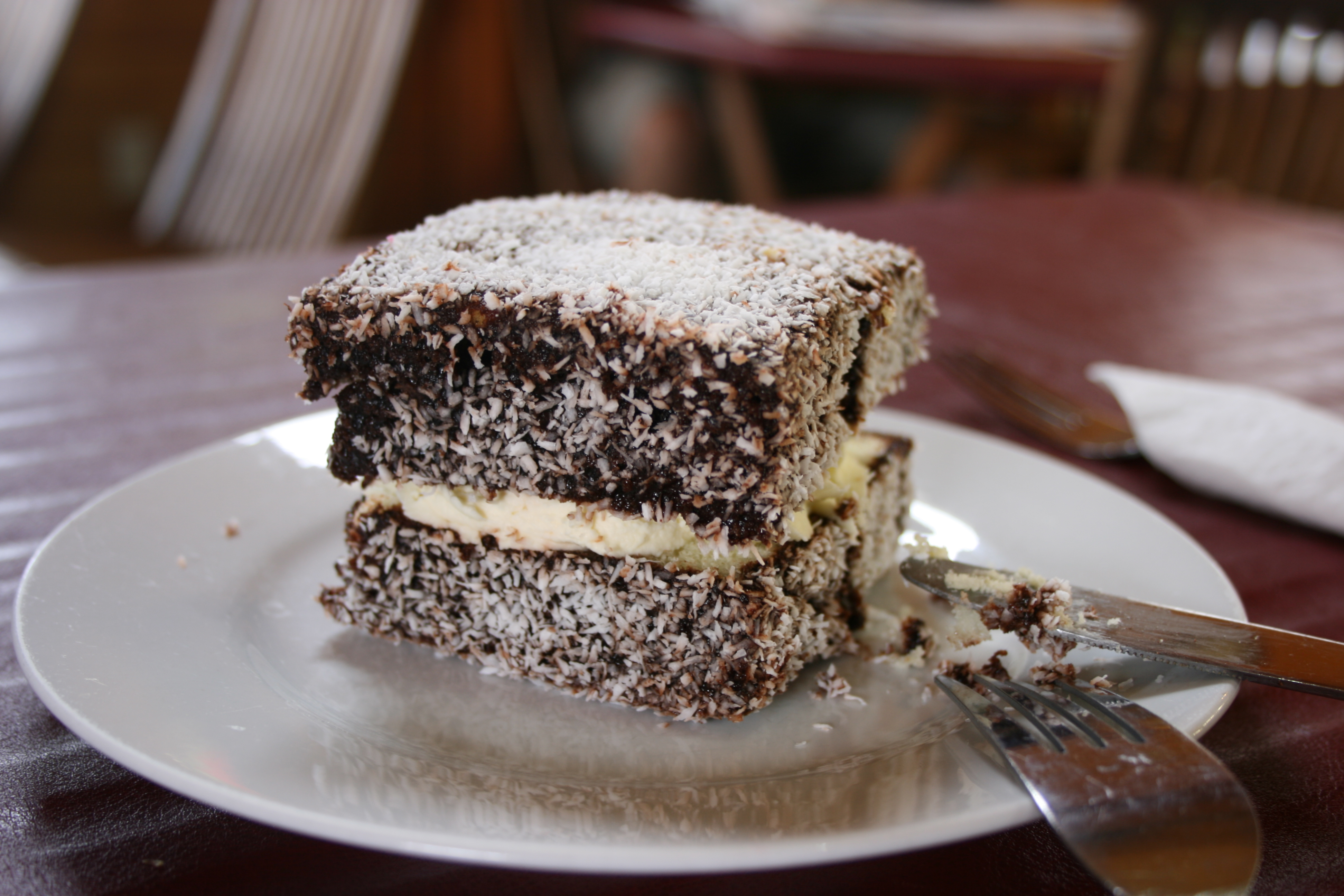
لمینگتون پر از خامه در نیوزیلند

لمینگتون در سراسر استرالیا و نیوزلند یک کیک محبوب محسوب می‌شود، و ۲۱ ژوئیه به عنوان روز ملی لمینگتون در استرالیا مشخص شد. لمینگ‌ها اغلب در مدارس جمع‌آوری یا گروه‌های خیریه معروف به «درایوهای لمینگتون» در محل جمع‌آوری کمک‌های مالی فروخته می‌شوند.